# 篠塚満由美
篠塚 満由美（しのづか まゆみ、1954年9月12日 - ）は、日本の作詞家、歌手、ものまねタレント。千葉県出身。大妻女子大学短期大学部卒業。

## 来歴・人物
1973年、日本テレビのオーディション番組『スター誕生!』の第8回決戦大会（9月30日放送）で最優秀賞を受賞、グランドチャンピオンに輝く。
1974年、5月25日「パパはもうれつ」（ビクター音楽産業）でレコードデビュー。当時の芸名は「しのづかまゆみ」。
その後「マミー&オールディーズファミリーバンド」のメンバーに入る。
その後もソロ歌手として活動したが、ヒットに恵まれなかった。その一方で作詞家として活躍し、多数のアイドル歌手に楽曲を提供する。
1982年、林ゆたか&パームスプリングスにボーカルとして参加。
1980年代後半、フジテレビ『ものまね王座決定戦』でものまねタレントとして脚光を浴び、松居直美、松本明子、斉藤ルミ子とともに「ものまね女四天王」としてブレーク。
1991年、松下桂子とのユニット「しじみとさざえ」を結成、1年限定で活動した。篠塚は「さざえ」を名乗ったが、これは自身のものまねレパートリーである江利チエミが映画とテレビドラマでサザエさん役を演じたことによる。一方、松下はこれに呼応する形で「しじみ」を名乗った。
その後、日本テレビの『ものまねバトル』へ移籍し、活躍した。
2001年、親の介護のため芸能活動を休業。
2011年頃、林ゆたか&パームスプリングスでの活動を再開する。
2014年、体調不良のため再び芸能活動を休業。
2018年、歌手活動を再開。Instagramアカウントを開設。

## ディスコグラフィ

### シングル
- 1～4：しのづかまゆみ名義、5～7：篠塚満由美名義。
  - 1～3：ビクター音楽産業、4：キングレコード、5～7：ポリドール。

| # | 発売日          | A/B面 | タイトル                     | 作詞           | 作曲               | 編曲         | 規格品番 |
| - | --------------- | ----- | ---------------------------- | -------------- | ------------------ | ------------ | -------- |
| 1 | 1974年 5月25日  | A面   | パパはもうれつ               | 阿久悠         | 中村泰士           | あかのたちお | SV-1184  |
| 1 | 1974年 5月25日  | B面   | 真夜中の買物                 | 阿久悠         | 中村泰士           | あかのたちお | SV-1184  |
| 2 | 1974年 10月1日  | A面   | 曇り空                       | 阿久悠         | 中村泰士           | あかのたちお | SV-1204  |
| 2 | 1974年 10月1日  | B面   | 純情記                       | 阿久悠         | 中村泰士           | あかのたちお | SV-1204  |
| 3 | 1975年 5月25日  | A面   | 嫁入り前                     | 阿久悠         | 井上忠夫           | 井上忠夫     | SV-1227  |
| 3 | 1975年 5月25日  | B面   | 題名のない物語               | 阿久悠         | 井上忠夫           | 竜崎孝路     | SV-1227  |
| 4 | 1979年 10月     | A面   | あんたはセクシー             | しのづかまゆみ | R.Stewart C.Appice | 井上鑑       | GK-349   |
| 4 | 1979年 10月     | B面   | フライ・ハイ                 | しのづかまゆみ | J.Frankfurter      | 井上鑑       | GK-349   |
| 5 | 1980年 6月21日  | A面   | ノスタルジック・フィーリング | 篠塚満由美     | 深町栄             | 深町栄       | DR-6424  |
| 5 | 1980年 6月21日  | B面   | Weight                       | 篠塚満由美     | 井上鑑             | 井上鑑       | DR-6424  |
| 6 | 1980年 12月21日 | A面   | 月影のTOKYO                  | 篠塚満由美     | 亀井登志夫         | 馬飼野康二   | 7DX-1029 |
| 6 | 1980年 12月21日 | B面   | クライマックス               | 篠塚満由美     | 牧野三朗           | 馬飼野康二   | 7DX-1029 |
| 7 | 1981年 7月21日  | A面   | 太陽のかけら                 | 篠塚満由美     | 亀井登志夫         | 井上鑑       | 7DX-2004 |
| 7 | 1981年 7月21日  | B面   | 涙のドドンパ                 | 篠塚満由美     | 亀井登志夫         | 井上鑑       | 7DX-2004 |

- マミー&オールディーズ・ファミリーバンド名義（キングレコード）

| # | 発売日        | A/B面 | タイトル       | 作詞       | 作曲       | 編曲     | 規格品番 |
| - | ------------- | ----- | -------------- | ---------- | ---------- | -------- | -------- |
| 1 | 1977年 8月5日 | A面   | メビウス・ブギ | 篠塚満由美 | 篠塚満由美 | 久我俊明 | GK-8026  |
| 1 | 1977年 8月5日 | B面   | ノー・グッド   | 篠塚満由美 | 篠塚満由美 | 久我俊明 | GK-8026  |

### テレビアニメ
七つの海のティコ
- 「Sea loves you」作詞 佐藤ありす、作曲 清岡千穂、編曲 戸塚修 （OP）
- 「Twinkle Talk」作詞 佐藤ありす、作曲 清岡千穂、編曲 戸塚修 （ED）
- 「海で会えるよ」作詞 佐藤ありす、作曲 清岡千穂（挿入歌）
- 「ラ・メール」作詞 佐藤ありす、作曲 山川恵津子（挿入歌）

### オリジナル・アルバム
1. ロックン・ロール・パーティー（1977年、キングレコード、SKA-1013）※マミー&オールディーズ・ファミリーバンド名義
2. TURNING POINT（1980年、ポリドールレコード、28MX-2001）

### コンセプト・アルバム
「ねこの詩（バラード） 永遠なれ！紳士淑女たち」（1980年）
- 「海のテーマ」（「スタンド・バイ・ユア・マン」のカバー）訳詞：篠塚満由美
- 「ネコッペのテーマ」（「アップ・オン・ザ・ルーフ」のカバー）訳詞：兵頭未来

## 作詞作品
- 斉藤さおり「サバンナの熱風」「瞳を閉じて DOWN TOWN」「MUSIC (I love youがかすれて）」
- 中森明菜
  - 「Bon Voyage」「イマージュの翳り」「銀河伝説」（アルバム「プロローグ〈序幕〉」収録）
  - 「第七感（セッティエーム・サンス）」「カタストロフィの雨傘」（アルバム「バリエーション〈変奏曲〉」収録）
  - 「目を閉じて小旅行」(アルバム「ファンタジー〈幻想曲〉」収録)
- 大西結花「半抗期」「マザー・コンプレックス」
- 田中久美「少女の中の悪魔（デビル）」「コインロッカー世代（ジェネレーション）」「A級ラブモーション」
- 松本伊代「太陽がいっぱい」「ネバーランド発7：00P.M.」「愛の聖書（バイブル）」「赤いトウシューズ」「スノウ・フレイク・サンバ」「恋心・3オクターブ」「独立宣言」
- 榊原郁恵「想い出パズル」「レディ・レディ」「マジカル・ナイト」
- 山口百恵「BACK TO BACK（背中あわせ）」「WIND & WINDOW」
- サミュエル・ホイ「我愛你」
- 横須賀昌美「ラブ・コントラスト」「アタック&ディフェンス」
- かとうゆかり「シュガーぬきのSaturday Night」「September Rainbow」「放課後ロック」（日本語詞）「ダイナマイト・チャンス」「失恋エキスプレス」
- 山根麻衣「夜明けはショータイム」「THE 21’（Live To Be Wild）」
- もんた&ブラザーズ「ウィンド＆レイニーデイ」「Sing Song Blues」「Try…Say Good-bye」「DON-ZO-KO」「I Want YOU」
- もんたよしのり「ハーバーライト」
- 木の実ナナ「Let’s Make Love」「Lonely Night With Little Boy」
- 山下久美子「Love Me, Love My Body」
- 原田芳雄「赤い靴の憂歌」「護送車を見送って」「「りんご追分」を歌うなよ」「センチメンタル・ボクサー」「ショートピースとハイボール」「夜明けのボヘミアン」（日本語詞）「花園アンモナイト」
- 辻沢杏子「私だけトワイライト」
- 沖田浩之「WHO'S THAT GIRL」
- クリスタルキング「愛情AGAIN」
- 火野正平「あいつ」「夢模様」
- 三原順子「新宿ウエストサイド グリーサー」
- 国安わたる「一度、愛を自由にして」
- 志穂美悦子「リトル・トーキョー・スリリング」「エトワールの伝書鳩」
- 前川清「逆光線」
- 山本ゆかり「16元禄♥恋ざかり」
- 宮崎美子「考えさせてDandy」「ロストラブ357」
- 松居直美「純潔だ・も・の」「恋は御知合い！」「バビブベBOY」「おちこぼれ数え唄」
- 大地真央「マイ・ジュエリー・ラブ」「南風」「ジュ・テーム」「シャドー・ゲーム」「To Know Him is To Love Him」（訳詞）「Baby It's You」（訳詞）「I'm Sorry」（訳詞）
- 五木ひろし「千秋一夜」
- 香坂みゆき「つま先でハートブレイク」
- 生沢佑一「マティーニだけじゃ眠れやしない」
- 烏丸せつこ「夢ばなれ」
- 戸川京子「未成年」
- 岩城滉一「笑い話」「悪戯に」
- 賀田裕子「素肌感蝕」「誘惑のサファリン」
- 田中好子「染めかえて」
- 小森みちこ「Silent Zone」「魅惑のセレモニー」
- 堀江美都子「Dream of you」「ゆかいな大脱走」「憧れのままVISION TIME」
- 中村久美「Love Song」「Air Pocket」「Spot Light」
- やしきたかじん「横顔」
- 桃井かおり「私の心はクロスオーバー」
- 杉浦幸「ナイーヴ（NAIVE）」
- MIE「カム・バック」
- 杉村尚美「ナイト・シーン～アナザー・モーニング」「ライジング」
- 花井その子「COSMIC★LOVE」「お・あ・ず・け」
- 美保純「O・KA・TA・ZU・KEの唄」「ブライダル・コンプレックス」「ストイック」
- 桑名晴子「Heartbeat」
- 川﨑麻世「オアシス」「目をさませ! 仲間なら!」「LETTER」「クリスタル・ムーン,クリスタル・ウェイ」
- あおい輝彦「しゃれた沈黙」
- ザ・チェリーズ「？Question」

「モラルは夜 破られる」「矛盾」
- ルーシー・ケント「風よつたえて -Open up your heart」
- NASA「TONIGHT」「THOUSAND NIGHTS, ONLY NIGHT」「10,000 MILES AWAY」
- 美山絢子「ヨコハマ・レイニー・ブルー」
- 麻生よう子「もっとわかりやすく…」「スローなブギにしてよ」
- 狩人「最愁線」
- 松村とおる「イ・ナ・オ・リ」「LONESOME NIGHT」「ANGEL」
- 三浦友和「真夜中だけBACHELOR」
- ANKH「リメンバー・シーズン」「ふりむくなオンナ達」「白い夜（サイレントナイト）」
- スペクトラム「F・L・Y」※Mabo名義[4]、「Never Can Say Good-bye」「なんとなくスペクタクル」「Needs」